# Манастир Ораховица
:За истоимени манастир из средњег вијека, погледајте чланак Ораховица.
Манастир Ораховица је српски православни манастир у Славонској епархији Српске православне цркве. Налази се у близини града Ораховице у Вировитичко-подравској жупанији (доња Славонија у данашњој Хрватској). Смјештен је на сјеверним обронцима планинског ланца Папука и Крндије. У историјским изворима помиње се од 16. вијека, а претпоставља се да је могао настати већ током 15. вијека. За вријеме османске власти, током 16. и 17. вијека, био је сједиште тадашње Пожешке епархије, која је припадала Српској патријаршији. Манастирска црква је посвећена Светом Николи.

## Историја
Прва историјска свједочанства о постојању манастира потичу из 16. вијека, односно из раног раздобља османске власти на тим просторима. Био је обухваћен пописом Пожешког санџака из 1579. године, а том приликом је забиљежен као Ремета, што је у старим временима био уобичајени назив за мјесто у коме живе монаси-пустињаци, односно еремити (грч. ἐρημίτης / пустињаци). По оближњем селу Дузлук, манастир је понекад помињан и под тим именом. Временом је преовладао назив Ораховица.
Манастирска црква посвећена је Светом Николи. Потиче из 16. вијека, а касније је неколико пута обнављана и дограђивана. Претпоставља се да је настала на мјесту старије цркве брвнаре, а археолошка сондирања указују на могућност постојања старијег сакралног објекта. У близини се налазе и рушевине старог града Ружице. Манастир је био значајан духовни и преписивачки центар. Првобитни животопис манастира завршен је 1594. године.
Након обновљења Српске патријаршије (1557) на подручјима Пожешког и Пакрачког установљена је Пожешка епархија, чије се сједиште налазило управо у манастиру Ораховици.
При повлачењу крајем 17. вијека Турци су запалили манастир Ораховицу и околна српска села, а иноци и српски народ убијали и прогонили. Недуго послије тога на рушевине светониколајевског манастира долазе калуђери из манастира Липље и Ступље из Босне који га обнављају. Послије повлачења турских хорди нову опасност по српски православни живаљ у Славонији чини Римокатоличка црква са својим програмом уније. Пријетила је опасност и манастиру Ораховици, али 1693. године манастир посјећује српски патријарх Арсеније Чарнојевић. Виђен је 1938. године у манастирској ризници, велики златни крст који је даровао манастиру Патријарх током тог боравка.
У манастиру је остала као драгоцјеност, митра почившег епископа Василија Рајића, који је умро 1714. године. Аустријски цар Карло VI је 1726. године "под притиском масе вјерника" признао манастиру законска права, давањем повеље. Католичка црква и њен заштитник држава су покушавали да поунијате православно становништво у том крају. Давајући српским народним вођама грофовске титуле и огромне посједе, радили су преко њих. Иако грофови Срби, породице Јанковић, Пејачевић, Артуковић, Михаљевић прешли су у католичку вјеру, али и остали идејом уз српски род још стотине године. Тако су два члана грофовске породице Михаљевић, чији су очеви постали католици, ипак били сахрањени у поду манастирске богомоље.
Патријарх Арсеније IV је додијелио манастиру 31. марта 1742. године у вези прихода од додјељених села. Године 1758, манастир Ораховица је обновљен и те године, 4. јула митрополит Ненадовић је манастиру дао синђелију, којом се потврђују приходи од околних села. У времену од 1775. до 1777. године, са јужне стране подигнут је нови конак. Манастир је оштећен 1804. године, приликом земљотреса, а обновљен је тек 1835. године у вријеме настојатеља Александра Личинића. Између два рата, 1938. године, манастир је свеобухватно обновљен.
Између два светска рата у тај манастир скривен у древним густим славонским храстовим шумама, привлачио је поред верника и болеснике. Због веровања да фреско боја са икона лечи од очне болести трахоме, тајно су љуштили боју са очију светаца на сликама. Много је било оштећених икона.
У Другом свјетском рату манастирско братство због опасности и притиска напушта своје обитавалиште. Теофан Драгутиновић, манастирски настојатељ, прије одласка сакрива највредније драгоцјености манастирске књигохранилнице. У току љета 1941. године група музеалаца из Загреба проналази их и односи у Загреб гдје су биле све до 1983. године, када су враћене владичанству славонском. Током рата у манастирским конацима смјењују се усташе и домобрани. Партизани су 1943. године запалили конаке манастира Ораховице.
Виктор Новак у Магнум Кримену пише да је Степинац од Павелића тражио овај манастир, јер је по њему он некада био католички. Наравно, ради се о језуитској мегаломанији, јер не постоје подаци о томе да је ова света обитељ икада била католички самостан.

## Садашњост
У послијератним данима манастир је био у јадном стању све док није дошао за настојатеља Милутин Амиџић, који је у тешким поратним данима без државне помоћи враћа живот овој славонској светињи.
У вријеме Другог светског рата манастир је опустошен. Током ратова на територији бивше СФРЈ поново је страдао 1991. године када су га напустила посљедња два монаха. Манастир је од тада без монаштва.
Два велика сабора одржавају се сваке године у манастиру Ораховици, на дан Преноса моштију светитеља Николаја (22. маја), и на Преображење (19. августа). У манастиру се и данас чувају мошти свете Анастасије.

## Храм као логор за Србе
И у другим мјестима Србе су затварали у храмове и у њима злостављали, неке православне богомоље биле су за извјесно вријеме претворене у усташке логоре, као што је био случај са манастиром Ораховица у Славонији. У храму манастира Ораховица у Славонији било је затворено више Срба из околних села.